# Tabanera de Valdavia
Tabanera de Valdavia település Spanyolországban, Palencia tartományban. Tabanera de Valdavia Buenavista de Valdavia, Ayuela és Congosto de Valdavia községekkel határos. Lakosainak száma 22 fő (2024).

## Népesség
A település népessége az elmúlt években az alábbi módon változott:
| Lakosok száma | 54   | 48   | 43   | 39   | 33   | 33   | 26   | 27   | 23   | 22   |
|               | 2001 | 2004 | 2007 | 2009 | 2012 | 2014 | 2017 | 2019 | 2022 | 2024 |